# Energieonderzoek Centrum Nederland
Energieonderzoek Centrum Nederland (ECN), was een belangrijk Nederlands onderzoeksinstituut op het gebied van energie. In 2018 werd het instituut samengevoegd met de unit Energie van TNO. Onder de naam 'ECN part of TNO' werden de krachten van beide instituten gebundeld. Vanaf 1 januari 2020 is de naam van het TNO onderdeel veranderd in 'EnergieTransitie'.
ECN ontwikkelde met en voor de markt kennis en technologie die gericht was op een transitie naar een duurzame energiehuishouding. Het hoofdkantoor was gevestigd te Petten. Daarnaast had ECN vestigingen in Amsterdam, Eindhoven, Wieringermeer, Brussel en China. Ten tijde van de samenvoeging met TNO had ECN ongeveer 500 medewerkers.

## Activiteiten
Het onderzoek en de technologieontwikkeling van ECN richtte zich op:
- Zonne-energie
- Windenergie
- Biomassa
- Energie efficiëntie
- Milieuonderzoek
- Beleidsstudies

Daarbij stond een totaalpakket van duurzame energieopwekking, schoon gebruik van fossiele brandstoffen en beperking van het totale energieverbruik centraal. Verder voerde ECN ook onderzoek uit naar toekomstmogelijkheden en economische achtergronden op energiegebied.
Deze activiteiten zijn grotendeels doorgezet binnen onderzoeksinstituut TNO.

## Internationale positie
ECN nam deel aan internationale projecten, adviseerde overheden en werkte samen met industrie in Nederland, Europa en wereldwijd. Een aantal voorbeelden:
- EERA: ECN heeft samen met negen andere onderzoeksinstituten in Europa, de European Energy Research Alliance (EERA) opgericht. Inzet is het harmoniseren van onderzoeksprogramma’s door middel van gezamenlijk onderzoek en het optimaal benutten van faciliteiten.
- ADEM: een initiatief van ECN en de drie samenwerkende Technische Universiteiten (TU Delft, TU Eindhoven en Universiteit Twente). Zij willen een krachtige impuls geven aan het Nederlandse materialenonderzoek met relatie tot energietechnologie.
- FLOW; Het FLOW programma stelt bedrijven in Nederland in staat een leidende positie in te nemen op de internationale markt voor offshore windparken. Het programma is opgezet door RWE, Eneco, TenneT, Ballast Nedam, Van Oord, IHC Merwede, 2-B Energy, XEMC Darwind, ECN en TU Delft.
- Solliance: Solliance is een samenwerkingsverband van TNO, TU Eindhoven, Holst Centre, ECN en imec voor onderzoek en ontwikkeling op het gebied van dunne-film zonnecellen (PV) in de ELAT-regio (Eindhoven-Leuven-Aken triangle).

Daarnaast nam ECN deel aan het Intergovernmental Panel on Climate Change en het Internationaal Energieagentschap.

## Geschiedenis
De naam ECN ontstond in 1976. Daarvoor was het in 1955 opgerichte centrum enkel gericht op de vreedzame toepassing van kernenergie en droeg het de naam Reactor Centrum Nederland (RCN). In 1976 werd duidelijk dat voor de energievoorziening van de toekomst niet alleen op kernenergie ingezet moest worden. Er ontstond een roep naar alternatieve vormen van energie. RCN werd aangewezen als instelling die een groot deel van dit onderzoek moest trekken.

## Dochteronderneming
De Nuclear Research and consultancy Group (NRG) was een volledige dochteronderneming van ECN en is de belangrijkste producent van radio-isotopen voor medisch gebruik in Europa. NRG beheert de kernreactoren Petten die eigendom zijn van de Europese Unie.

## Directie en raad van toezicht
De directie van ECN bestond uit één statutair directeur (directievoorzitter) en twee adjunct-directeuren. De raad van toezicht van ECN bestond uit zes leden, benoemd door de minister van Economische Zaken.

## Overtreding milieuwetten
In 2007 werd het instituut in hoger beroep veroordeeld tot het betalen van een boete voor het overtreden van milieuwetten. Sinds deze bevindingen voerde het instituut naar eigen zeggen een strikter veiligheidsbeleid.

## Samenvoeging met TNO
De ontvlechting van Stichting ECN in de werkmaatschappijen ECN en NRG en de gelijktijdige opname van ECN in TNO onder de naam ‘ECN part of TNO’ is op 1 april 2018 officieel bekrachtigd. Het samenvoegingsproces was in september 2016 in gang gezet met de aankondiging van toenmalig minister Kamp dat TNO en ECN de krachten zouden bundelen in één energieonderzoekscentrum onder de verantwoordelijkheid van TNO. Tegelijkertijd is NRG op 1 april 2018 zelfstandig doorgegaan met zijn activiteiten op het gebied van productie en innovaties van medische isotopen. Op 1 januari 2020 kondigde TNO een tweede naamswijziging aan. Met de introductie van TNO 'EnergieTransitie' is de naam ECN volledig verdwenen.